# Tipológia (régészet)
A régészeti tipológia a történelemtudomány része és egyben segédtudománya, a rétegek és tárgyak összehasonlító vizsgálata. A tipológia és a régészet ötvözése, amelyben alaki összehasonlítások segítségével relatív kronológiai rendszert lehet felállítani, illetve eszköztárak jellegzetességeinek terjedésével a kultúrahordozó nép kapcsolatait lehet felismerni. Az első tipologikus rendszert Oscar Montelius állította fel az 1870-es években a bronzkori Európa kultúráira vonatkozóan, és ez a rendszer – kisebb-nagyobb módosításokkal – a mai napig érvényben van. A módszer gyorsan terjedt, az 1890-es években a Petrie-féle „sorrenddatálás” is ezen alapult, és szintén a mai napig érvényes megállapításokat tett.
A régészeti tipológia az emberi történelem tárgyi emlékeinek alaki sajátosságait vizsgálja, eredménye egy morfológiai csoportosítás. Ezeknek alkalmasan kiválasztott jellemzői a tárgyak összetartozását, azonos korát vagy használóinak azonosságát mutathatják meg. A tipológia két alaptételre épül. Adott kor és hely tárgyainak adott stílusjellemzői vannak, így a stílusjellemzők visszafelé is alkalmazhatók a kor és hely meghatározására. A stílusjegyek – változó ütemben, de – folyamatosan változnak. Fejlődnek, vagy más kultúrák stíluselemeit divathullámszerűen átveszik.
A tipológiai datáláshoz a legjobb sorozatok a díszített kerámialeletek, mivel a díszek gyakran változnak. A használati tárgyak alakja általában funkcionális, ezért lassabban változik, mégis például a kratérok vagy hüdriák külalakja már önmagában is korjelző. A kőkorszak tipológiái a kőeszközökön alapulnak, az ókoré általában a kerámiákon vagy a fémeszközökön. Tulajdonképpen minden eszközkultúrán alapuló rendszer tipologikus megnevezés (például gravetti kultúra, magdaléni kultúra, körös kultúra, Nagada kultúra stb.).
A tipológiai rendszer önmagában abszolút datálásra nem alkalmas, azonban ha a rendszer egy eleme valamilyen abszolút kormeghatározási módszerrel megállapítható, úgy a rendszer többi eleme is elhelyezhető abszolút kronológiában.

## Külső hivatkozások
- Bakay Kornél: Őstörténetünk régészeti forrásai
- Régészet, földrajz, életrajz, történelem
- A régészet módszertanának kialakulása